# Meishō
Cesarzowa-władczyni Meishō (jap. 明正天皇  Meishō tennō; ur. 9 stycznia 1624, zm. 4 grudnia 1696) – 109. władczyni Japonii. Panowała w latach 1629–1643. Była pierworodną córką cesarza Go-Mizunoo.